# Римско-католический костёл (Иркутск)
Церковь Успения Девы Марии — католическая церковь в городе Иркутске. Расположена в историческом центре города, по адресу: улица Сухэ-Батора, 1. Памятник архитектуры федерального значения.
В связи с тем, что строительство храма было осуществлено польской общиной известен также как По́льский костёл. В Польше костёл внесён в список культурного польского наследия. В настоящее время в храме располагается Органный зал иркутской филармонии.

## История
В первой половине XIX века в Иркутске была построена деревянная церковь Успения Пресвятой Девы Марии, прихожанами которой стали поляки, сосланные в Сибирь после Ноябрьского восстания 1830 года. Этот храм в 1879 году сгорел. На месте сгоревшего храма в 1884 году была построена новая каменная церковь, которая сохранилась до нашего времени. Проект алтаря выполнил архитектор В. И. Куликовский.
С окончательным установлением советской власти в Иркутске для костёла и римско-католической общины наступили далеко не лучшие времена. В 1938 г. община была распущена, богослужение окончательно прекратилось. А в здании костёла разместилась Восточно-Сибирская студия кинохроники. Здание не подверглось внешним разрушениям (хотя изнутри было перестроено до неузнаваемости).
В 1974—1978 годах по проекту архитектора Г. А. Вязуновой были проведены работы по реставрации храма. Их задачей было возвращение зданию первоначального облика с устранением позднейших перестроек. В помещении костёла намечалось открыть Музей истории поляков в Сибири. Однако позднее возобладал замысел властей разместить в этом здании органный зал Иркутской областной филармонии.
В 1978—1990 годах в воссозданном здании католического храма был открыт филармонический зал с последующей его интенсивной концертной и гастрольной практикой. В объёме апсиды прежнего костёла был установлен специально спроектированный концертный орган немецкой фирмы (в ту пору ГДР) «Александр Шуке».
После воссоздания католической общины в Иркутске в 1991 году были предприняты попытки вернуть храм католикам. При решении вопроса о передаче здания костёла в единоличную собственность католического прихода представители столкнулись с трудностью совмещения некоторых повседневных функций музыкально-концертного учреждения и храма. Также сыграли свою роль несоответствие некоторых аспектов статуса здания храма, отнесённого к категории исторических памятников, и довольно малая вместимость здания иркутского костёла в сравнении с современными потребностями и задачами местной католической среды.

Фасад костёла в 2005 году

В связи с этим с обоюдного согласия городских властей Иркутска и римско-католической администрации было принято решение о сооружении большого кафедрального римско-католического собора Непорочного Сердца Божией Матери (Богородицы) в Глазково, на ул. Грибоедова. После учреждения Святым Престолом епархии святого Иосифа в Иркутске был построен новый католический собор Непорочного Сердца Пресвятой Девы Марии.
В настоящее время церковь принадлежит иркутской филармонии. Католическая община Успения Пресвятой Девы Марии совершает в нём богослужения ежедневно после органных концертов.